# الظهرة السفلى (رحاب)

تعديل مصدري - تعديل

الظهرة السفلى  هي إحدى حارات مدينة رحاب بمحافظة إب، بلغ تعداد سكانها 343 نسمة حسب تعداد اليمن لعام 2004.